# Дмитро Демішев
Дмитро Демішев (Демішев Дмитро Олександрович) — український фотограф, журналіст та оператор, автор кількох виданих фотоальбомів, фото- і кінопроєктів.

## Біографічні деталі

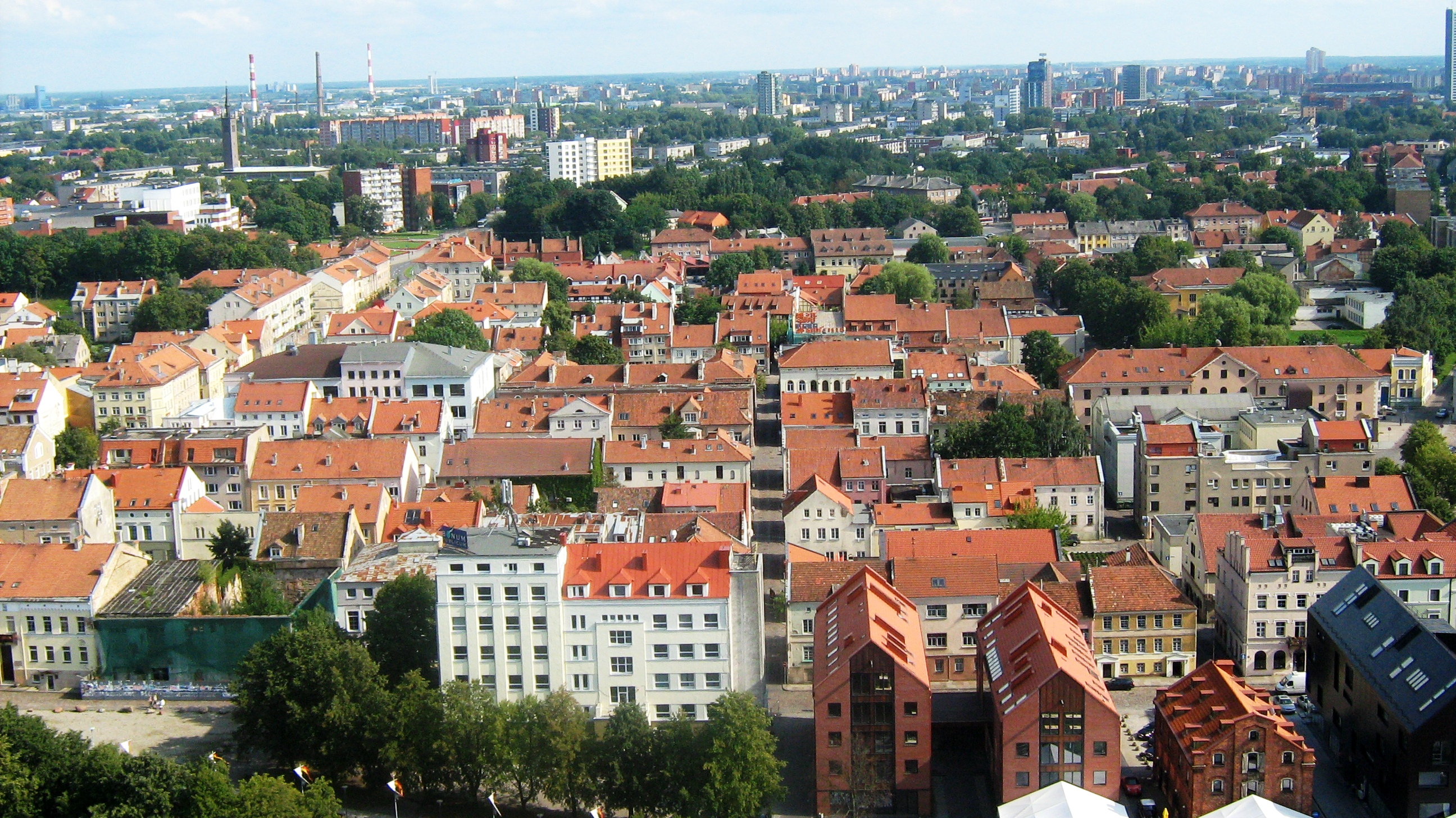
Клайпеда — рідне місто митця.

Народився в м. Клайпеда (Литва) 12 серпня 1981 року. Середню освіту здобув у м. Маріуполь, вищу — у м. Харків, у Харківській державній академії фізичної культури.
Журналіст «ТОВ 5 канал ТВ» [Архівовано 29 жовтня 2019 у Wayback Machine.]. Не раз брав участь у підготовці репортажів, як наприклад з «Ігор героїв — 2018», «Український Пікассо» (репортаж про колекцію картин Олександра Богомазова, виставка 2019 р. у Національному художньому музеї України).
У 2013 році був одним з журналістів, що вели репортажі з Майдану Незалежності і зазнали нападів з боку міліції: "«Дмитро Демішев та Андрій Ковальов з „5-го каналу“ були побиті і близько 10 демонстрантів були затримані в ході очищення спецпідрозділом міліції „Беркут“ майдану Незалежності в центрі Києва», — мовиться в заяві, оприлюдненій на сайті Freedom House.",
Як фотохудожник працює в жанрах «портрет» і «пейзаж».

## Альбоми та фотопроєкти
- «Чорнобиль: сучасне обличчя» (2019 рік) — «Рік праці, шість поїздок до зони відчуження і в підсумку — понад шість десятків портретів людей.»[5]. Презентація фотопроєкту відбулася навесні 2019 року напередодні річниці Чорнобильської катастрофи, у Києві, за сприяння ДАЗВ. Серед його героїв — звичайні люди, які невтомною працею щодня змінюють, моніторять і стабілізують ситуацію в Зоні відчуження. Серед них і Денис Вишневський, нині — начальник наукового відділу новоствореного Чорнобильського біосферного заповідника.
- проєкт циклу «Молоде Кіно»: Анастасія Пащенко. «Мій університет» (з трилогії «Моє дитинство»). Режисер і сценарист Ірина Правило. Оператори Олександр Рощин, Дмитро Демішев. У ролях: Юрій Фіоретто, Алессандро Брецці Виробництво: «Контора Правило». 2016.[6]
- «35 фото» — на сайті «35photo.pro»: 26 добірних фото, 16,2К переглядів. портрети і пейзажі[7].
- Проєкт «Моє дитинство». фільм Ірини Правило «Мужицький ангел. Різдвяна історія» (Київ), Режисер і автор сценарію — Ірина Правило, оператор — Дмитро Демішев. "Фільм «Мужицький ангел» є частиною проєкту «Моє дитинство». В його рамках заплановані зйомки трьох короткометражних ігрових фільмів на тему дитинства за мотивами оповідання трьох авторів з трьох різних країн. Пізніше частини будуть об’єднані у повнометражний фільм. Першою частиною цієї трилогії стала картина «Кров», за мотивами однойменного оповідання Нодара Думбадзе. Фільм знімався у Західній Грузії. На час створення, цей проєкт став першим міжнародним кінопроєктом КНУТКіТ ім. І.К.Карпенка-Карого за двадцять років незалежності України. «Мужицький ангел» — друга частина трилогії, знята за мотивами оповідання Степана Васильченка." [8]